# Horismenus ignotus
Horismenus ignotus är en stekelart som beskrevs av Burks 1971. Horismenus ignotus ingår i släktet Horismenus och familjen finglanssteklar. Inga underarter finns listade i Catalogue of Life.